# L'anticristo (album)
L'anticristo è un album in studio del gruppo rock italiano Decibel, pubblicato il 16 febbraio 2018. Entra nella classifica FIMI la settimana successiva esordendo alla posizione numero 15.

## Descrizione
Con il brano Lettera dal Duca il gruppo ha partecipato al Festival di Sanremo 2018 classificandosi al 16º posto finale.
L'edizione doppio LP del disco presente due tracce aggiuntive rispetto ai formati tradizionali.

## Tracce

### CD
1. Choral in E Min
2. L'anticristo
3. Lettera dal Duca
4. Baby Jane
5. My Acid Queen
6. La banca
7. La città fantasma
8. Sally Go Round
9. 15 minuti
10. Lo sconosciuto
11. La belle epoque
12. Il sacro fuoco degli dei
13. Buonanotte

### LP
Disco 1 - Lato A
1. Choral in E Min
2. L'anticristo
3. My Acid Queen
4. La banca

Disco 1 - Lato B
1. Lettera dal Duca
2. Baby Jane
3. Sally Go Round
4. La città fantasma

Disco 2 - Lato A
1. Il sacro fuoco degli dei
2. La belle epoque
3. 15 minuti
4. Lo sconosciuto

Disco 2 - Lato B
1. Elephant Man
2. Londra
3. Buonanotte

## Formazione
- Enrico Ruggeri – voce, chitarra
- Fulvio Muzio – chitarre, tastiera in Sally, go round!, voce
- Stefania Alati – theremin ne La città fantasma
- Silvio Capeccia – pianoforte, Fender Rhodes, sintetizzatore, mellotron, organo Hammond, voce
- Paolo Zanetti – chitarra
- Fortunato Saccà – basso
- Alex Polifrone – batteria, cori
- Davide Brambilla – tromba in Buonanotte